# 刘旸 (政治人物)
刘旸（1967年3月—），男，汉族，吉林省吉林市人，1988年4月加入中国共产党，1994年8月参加工作，北京大学法律系刑法专业硕士研究生毕业，法学硕士。曾任江苏省国家安全厅厅长，江苏省人民政府副省长、江苏省公安厅厅长，山西省人民政府副省长。

## 生平
1994年从北京大学法律系刑法专业硕士研究生毕业后进入国家安全部工作，历任外事办公室亚非处副科级侦察员、正科级侦察员，外事局亚非处副处长，外事局局长助理兼四处处长，外事局助理巡视员兼局长助理，外事局副局长，国际合作局副局长，国际合作局正局级干部。2014年7月，调任江苏省国家安全厅厅长、党委书记。2017年7月，转任江苏省公安厅厅长、党委书记、督察长。次年1月，任江苏省人民政府副省长、省政府党组成员，省公安厅厅长、党委书记、督察长。2022年5月，调任山西省人民政府副省长、党组成员。
2024年2月，刘旸被免去山西省人民政府副省长职务。